# 趙位寵
赵位宠（：／ Jo Wichong，？—1176年），高丽王朝文臣，官至兵部尚书、西京留守。
1170年，郑仲夫等人发动武臣政变，夺取政权，大肆屠杀文臣，全国陷入混乱之中。1174年，赵位宠以武臣擅自废立和屠杀文臣为由，在西京（今平壤）举兵叛乱，史称赵位宠之乱。他的叛乱得到西北四十余城的响应。朝廷派尹鱗瞻前去讨伐。赵位宠大破官军，迫近开京（今开城）。但后来被李义方击败，退回西京。
官军攻击西京，赵位宠据城反抗，并派人前往金朝请求援军，遭到金世宗的拒绝。1176年，官军攻破西京，赵位宠被杀。

## 相關影視作品及飾演者
- 《武人时代》，KBS，2003年~2004年，演員：崔東俊（朝鲜语：최동준）